# Daniel Etter (Fotojournalist)
Daniel Etter (* 1980 in Solingen) ist ein deutscher Fotojournalist und Autor. Er arbeitet vor allem in Konfliktgebieten für Publikationen des Stern, Spiegel und der New York Times.

## Laufbahn
Etter wuchs im Solinger Stadtteil Widdert auf und machte sein Abitur am Gymnasium August-Dicke-Schule. Anschließend studierte er Politikwissenschaft und wurde an der Deutschen Journalistenschule in München ausgebildet.

## Auszeichnungen
Etter bekam 2013 den Axel-Springer-Preis für junge Journalisten in der Kategorie Überregionale/Nationale Beiträge. 2016 erhielt er zusammen mit Tyler Hicks, Sergei Ponomarew und Mauricio Lima den Pulitzer-Preis für aktuelle Fotoberichterstattung sowie den John Faber Award des Overseas Press Clubs of America. 2017 erhielt er den dritten Preis in der Kategorie Contemporary Issues des World Press Photo Awards und den Hansel-Mieth-Preis.

## Werke
- Feldversuch: Mein Hof und die Suche nach der Zukunft der Landwirtschaft. Penguin, München 2024. ISBN  9783328603016